# Pawłowice Kopana
Pawłowice Kopana – dawny przystanek osobowy kolejki wąskotorowej w Stefanówce, w gminie Tarczyn, w województwie mazowieckim, w Polsce.
Przystanek kolejowy oddano do użytku 10 kwietnia 1914 pod nazwą Kopana, wraz z odcinkiem linii wąskotorowej pomiędzy Gołkowem a Grójcem. Budynek dworcowy został wybudowany w 1913 roku po zachodniej stronie torów kolejowych według projektu Konstantego Jakimowicza. W pobliżu istniała studnia do naboru wody do parowozów. W latach dwudziestych XX wieku zmieniono nazwę przystanku na Pawłowice Kopana ze względu na jego położenie pomiędzy zabudową mieszkalną wsi Pawłowice na wschodzie i Kopana na zachodzie. 
Do 1 lipca 1991 przystanek obsługiwał rozkładowy ruch pasażerski. Po zamknięciu ruchu rozkładowego budynek dworca mieścił mieszkania komunalne. 26 czerwca 2014 uległ zniszczeniu w wyniku pożaru. W obrębie przystanku znajdowała się mijanka oraz odgałęzienie do bocznicy prowadzącej na południowy wschód do cegielni w Pawłowicach.